# Парламент на Англия
Парламентът на Англия е законодателният орган на бившето Кралство Англия. Води началото си от англосаксонския Witenagemot.
През 1066 г. Уилям Завоевателя налага феодална система, чрез която се съветва от главните васали и свещеници при правенето на закони. През 1215 васалите се подсигуряват с Магна Харта от Крал Джон, според която кралят няма право да налага и събира данъци (с изключение на феодалните данъци, събирани до този момент), без знанието на кралския съвет, който постепенно се превърнал в парламент.
През вековете Английският парламент прогресивно ограничава правата на английските монарси, което ограничаване стига до своята кулминация по време на Английската революция с процеса и екзекуцията на Чарлз I през 1649 г. След възстановяването на монархията с Чарлз II върховенството на парламента вече е установено и следващите английски, а впоследствие – британски, монарси се задоволяват с ролята на конституционни монарси с ограничена изпълнителна власт. След обединението на Английския парламент с Шотландския парламент през 1707 г. се формира Парламентът на Великобритания. През 1801 г. членовете на Ирландския парламент се присъединяват към парламента, познат днес като Парламент на Обединеното кралство.
Това нарежда днешния парламент сред най-старите законодателни органи в света. Поради историята и влиянието на Британската империя Британският парламент е станал модел на много други национални законодателства.
Този модел е наричан Уестминстърска система, тъй като Парламентът се намира в Уестминстърския дворец в Уестминстър, Лондон.